# Готична мода

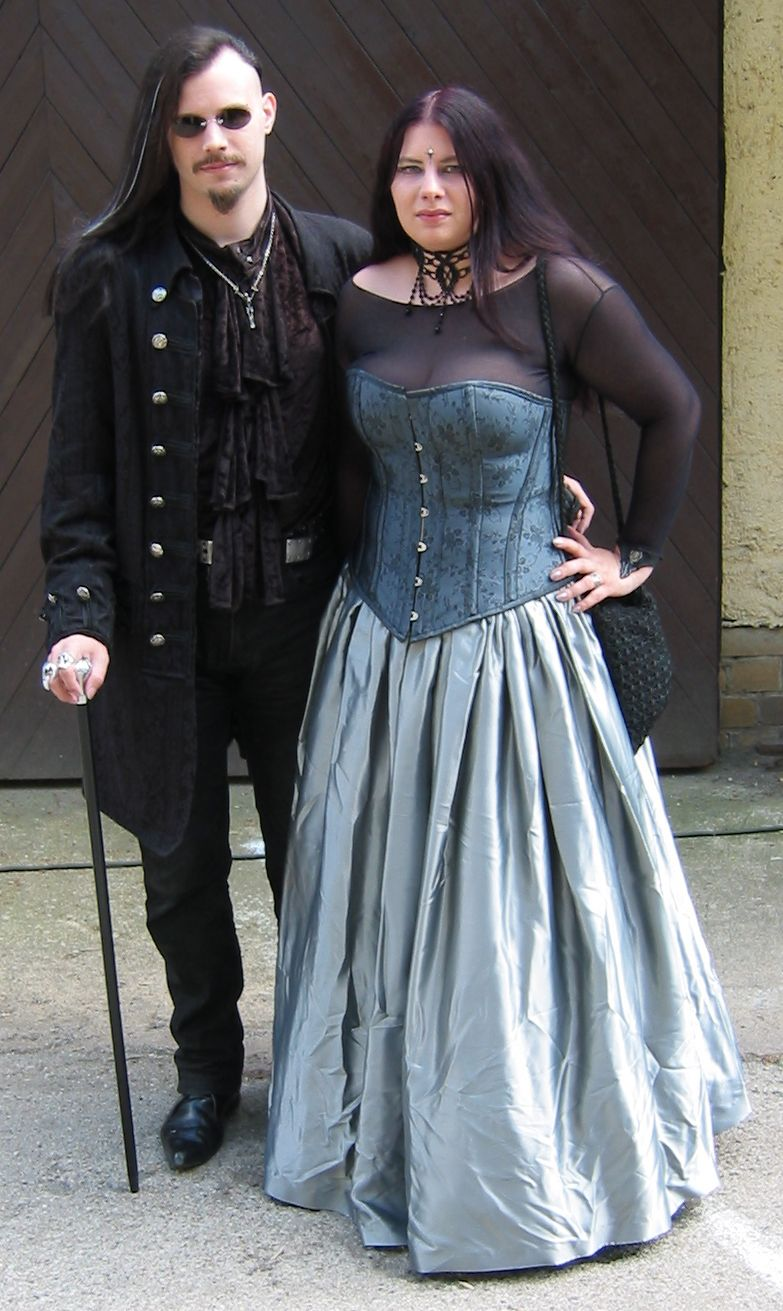

Готичною модою називається стиль в одязі, пов'язаний з субкультурою готів. Готи мають свій впізнаваний імідж, і хоча всередині готичної моди існують численні напрями, їх об'єднують спільні риси.

## Одяг
Обраний одяг часто залежить від власного стилю кожної людини, її смаків і вподобань. Серед основних елементів:
- Одяг чорного кольору, що може бути доповнений будь-яким іншим (червоним, блакитним, синім чи зеленим — все індивідуально).
- Корсети — бувають двох видів: близькі за стилем до історичних, стародавніх корсетів минулих епох (вони шиються з оксамиту, парчі, можуть бути різних кольорів) і близькі до фетиш естетики (це в основному сучасні матеріали — латекс, вініл, шкіра; здебільшого чорного кольору). У кібер-гот естетиці інколи для пошиття корсету використовують фосфоресцентний пластик чи інші кислотні тканини.
- Сукні, спідниці — найрізноманітніші, інколи створюються за мотивами історичних суконь, з використанням мережив, кольорових вставок у ліф, інколи використовують подвійні спідниці. Шиються вони з оксамиту, шовку, парчі, шифону, гіпюру. Кольори різноманітні, але домінує чорний, інколи фіолетовий, бордовий, червоний. Також спідниці можуть бути пошиті з сучасних матеріалів — латекс, вініл, можуть бути як короткі так і довгі, в основному вузькі. З декоративною метою прикрашають сріблястими ланцюжками, пряжками, кільцями та іншим.
- Кофти, топи — якщо використовуються в поєднанні з історичною спідницею, то кофта витримана в такій самій естетиці та кольоровій гамі, що й спідниця. Матеріали — оксамит, шовк, парча. Рукава та виріз досить часто прикрашають мереживом. Окрім історичних фасонів популярністю користуються кофти більш модернового дизайну — з розрізами на рукавах, різноманітними шнурівками (на спині, ліфі, рукавах)з використанням ланцюжків, кілець. Топи зустрічаються як оксамитові так і латексні/вінілові, домінуючі кольори — чорний, фіолетовий та ін., так само прикрашаються ланцюжками, шнурівками, пряжками чи кільцями. Розповсюджений вигляд готичного одягу — кофти в сіточку, які носять як жінки так і чоловіки, бувають з рукавами та без них. Часто застосовують шнурівку спереду та на рукавах. Виготовлені такі кофти часто із штучних матеріалів, різноманітної фактури, зазвичай чорного кольору. Інколи використовують хутряні кофти (натурального або штучного матеріалу)з довгим ворсом, і знову ж таки частіше чорного кольору, хоча бувають і інших, доволі екстравагантних кольорів: білого, рожевого, салатового.
- Колготки та панчохи — їх можуть носити як жінки так і чоловіки, часто вони подерті, або з малюнком/в сіточку або кольорові.
- Штани — різноманітних фасонів і виду тканини від історичного напрямку — панталон (парча, оксамит, шовк) до латексних з спідницями. Такі штани виготовляються із шкіри, шкірозамінника, вінілу, часто використовуються декоративні елементи в вигляді шнурівки по бокам, дірок, кілець, інколи шнуруються від коліна. Бувають як вільно покрою, так і по фігурі (по принципу легінсів).
- Сорочки — виготовляються в основному з натуральних, приємних до тіла тканин, таких як: бавовна, шовк, оксамит. Домінуючий колір — чорний, червоний, фіолетовий та ін. Прикрашена така сорочка досить часто мереживом на рукавах, розкішним жабо, може застосовуватися шнурівка (спереду чи на рукавах).
- Камзоли, жакети — для пошиття використовують зручні тканини для верхнього одягу, костюмного типу, також це може бути оксамит, парча, шовк. Жіночі моделі бувають прикрашені пір'ям, хутром, для чоловіків чудово підійдуть старовинні медалі, ланцюжки.
- Плащі, накидки — від історичного до стилю модерн. Бувають із шовку, оксамиту. Односторонні і двосторонні (можлива комбінація двох кольорів, наприклад чорний верх із червоним низом і ін.). Інколи бувають з капюшоном. Для холодної пори року є актуальними пальта, шинелі, шкіряні утеплені плащі.

## Символи
Готична естетика вкрай еклектична за набором вживаних і популярних символів, можна зустріти і єгипетську і християнську і кельтську символіку.
- Анх — символ бере свій початок із найдавніших часів. Відомий як єгипетський ієрогліф, а також найзначущий символ стародавніх єгиптян. Ще одним його значенням є такі, як — «Ключ життя», «Ключ Нілу», «Вузол Життя», «Хрест із петлею», «Єгипетський хрест» — «Крукс Ансата» (лат. Crux ansata). Являє собою хрестик, увінчаний зверху кільцем. В Юнікоді Анх позначається так — U+2625 (☥). Через свою схожість з християнським хрестом, увійшов до коптської символіки, зі значенням вічного життя. «Ключ Життя» ототожнюється з богами не лише у єгиптян. Цей хрест був відомий і в великій цивілізації майя, де також є символом безсмертя, у скандинавів пов'язаний з водою, а отже із зародженням Життя. В кінці 1960-х років анх на рівні з пацифіком використовується в символіці руху хіппі, як знак правди та миру. З 1980-х по сьогодення є однією з символів готичного руху.
- Інши єгипетські символи, такі як «Око Ра», також використовуються.
- Християнська символіка використовується менше, переважно в вигляді звичайних розп'ять (тільки зі стильним дизайном).
- Кельтська символіка зустрічається у виді кельтських хрестів і різних кельтських орнаментів.
- Окультна символіка представлена досить широко — використовуються пентаграми (як звичайні, так і перевернуті), перевернуті хрести, восьмипроменеві зірки (символи хаосу).
- Символи смерті широко використовуються — це прикраси з кістяками, черепами, і т. д.
- Кажанів можна віднести до чисто готичних символів — це різні зображення кажанів (зв'язок з вампірами очевидний), вони часто зустрічаються в прикрасах.
- Вовка, сову також можна вважати символами готичної субкультури.

## Аксесуари
Більша частина аксесуарів запозичена готами із фетиш та s&m культури. Найрозповсюдженішими елементами є — ошийники (будь-якого вигляду з різних матеріалів: шкіра, оксамит, латекс, металеві, з шипами, кільцями, підвісками із ланцюжків). Також популярністю користуються шиповані браслети, ремені.
- Сумки — часто прикрашені готичними символами, з металу та інших матеріалів. Різноманітних форм — від маленьких валізок до рюкзаків у формі кажанів або гробиків, або ж просто легкі сумочки з мереживами.
- Рукавички — часто це мереживні, оксамитові, атласні, із сіточки чи латексу, вінілу або шкіри, як короткі так і довгі вище ліктя. Використовують рукава на шнурівці (особливий вид рукавичок, що не закриває пальці).
- Капелюхи — досить часто це циліндри чорного кольору. Здебільшого їх носять чоловіки. Як жіночий варіант — може бути його мініатюрка.

## Макіяж
- Обличчя — навмисно задається світлий, навіть блідо-білий відтінок шкіри, шляхом нанесення білого гриму (це для завзятих екстремалів) та світлої пудри або тонального крему.
- Очі — мають бути виразні, використовують для підсилення контрасту з обличчям, чорні тіні, накладні вії, підводять стрілки вздовж розрізу ока. Брови інколи голяться чи видаляються, робиться татуаж екстремально тоненьких «ниточок». Від фантазії кожного конкретного гота стиль залежить на пряму, дехто малює на обличчі різні узори, павутинки і ін.
- Губи — підводять різноманітними помадами, блисками, тональним кремом (для блідого ефекту). Колір може бути будь-який, червоний, рожевий, чорний, білий, фіолетовий, такий, на який Вам вистачить сміливості та смаку.
- Нігті — найчастіше використовуваний колір — чорний, проте Ви можете обрати будь-який інший (блакитний, червоний, зелений, фіолетовий), можна оздобити орнаментом — павутинкою.

## Зачіски
Одним із основних видів самовираження готів є створення оригінальної зачіски. Волосся може бути будь-якого кольору (переважно чорного), досить часто в цілях збереження розкішного волосся його не фарбують взагалі. Деякі види зачісок:
- «Вибух на макаронній фабриці» — зачіска з 80-х років, волосся піднімається і начісується доверху в хаотичному порядку.
- «Pony tail» — зачіска зі світу fetish естетики. Волосся збирається в хвостик на маківці. Інколи поєднується з виголеними скронями.
- Ірокез — в зв'язку з тим, що готи достатньо далеко пішли від панків, ірокези бувають найрізноманітніші.

Різноманітність готичних зачісок не заважає ходити готам з охайно підв'язаним волоссям срібною заколкою, або гарно укладеними кучерами як в стародавні часи, або ж просто з розпущеним волоссям.